# 西尾忠固
西尾 忠固（にしお ただかた）は、遠江横須賀藩の第6代藩主。横須賀藩西尾家9代。

## 生涯
文化8年（1811年）、第5代藩主西尾忠善の四男として生まれる。文政9年（1826年）9月21日、将軍徳川家斉に拝謁する。同年12月16日、従五位下・右京亮に叙任する。文政12年（1829年）3月16日、父が病気を理由に隠居したため家督を継ぐ。天保11年（1840年）3月2日、奏者番に就任したが、天保13年（1842年）2月19日に辞職した。天保14年（1843年）8月7日、病気を理由に家督を養子の忠受に譲って隠居した。
安政4年（1857年）5月27日、横須賀城にて死去、享年47。

## 系譜
父母
- 西尾忠善（父）

正室
- 璋 ー 本庄宗発の娘

養子
- 西尾忠受 ー 酒井忠実の三男